# Джонсон, Андерс
Андерс Джонсон (англ. Anders Johnson) род. 23 апреля 1989 года, Платсберг, США) — американский прыгун с трамплина, участник трёх зимних Олимпийских игр.

## Спортивная биография
В Кубке мира Джонсон дебютировал в январе 2009 года. Спустя всего несколько дней Андерс смог попасть в тридцатку сильнейших в личных соревнованиях, став 29-м на этапе в канадском Ванкувере. Также Джонсону удавалось трижды попадать в десятку сильнейших в рамках мирового Кубка в командных соревнованиях. Лучшим достижением Джонсона в итоговом зачёте Кубка мира является 87-е место в сезоне 2008/09.
На зимних Олимпийских играх Джонсон дебютировал в 2006 году в Турине. Молодой американец выступил только в командных соревнованиях, где вместе со сборной занял 14-е место.
На зимних Олимпийских играх 2010 года в Ванкувере Джонсон принял участие во всех трёх дисциплинах: в прыжках с нормального трамплина американский прыгун стал 49-м, в прыжках с большого трамплина занял 42-е место в квалификации, а в командных соревнованиях американская сборная осталась на 11-м месте.
Зимние Олимпийские игры 2014 года в Сочи сложились для американца вновь не слишком удачно. В прыжках с нормального трамплина Джонсон не смог пройти квалификацию соревнований, став лишь 47-м. В прыжках с большого трамплина американский прыгун успешно преодолел квалификацию, показав 36-й результат, но в финальном раунде Джонсон был дисквалифицирован. В командных соревнованиях американская сборная заняла 10-е место, а сам Джонсон показал третий результат в своей команде.
За свою карьеру участвовал в двух чемпионатах мира. На чемпионате мира 2009 года стал 48-м в соревнованиях на нормальном трамплине и 40-м на большом. На мировом первенстве 2013 года стал 37-м в соревнованиях на нормальном трамплине и 39-м на большом. В командных соревнованиях сборная США показала очень высокий результат, заняв 5-е место.
Использует лыжи производства фирмы Rossignol.